# ابیگیل مک
ابیگیل مک (به انگلیسی: abigail mac) بازیگر پورنوگرافی آمریکایی است.

## اوایل زندگی
ابیگیل مک در ژوئن ۱۹۸۸ در شهر بالتیمور (مریلند)، در خانواده ای از تبار آلمانی و ایتالیایی متولد شد. اولین کار وی به عنوان میزبان در یک رستوران بود.

## حرفه
ابیگیل در سال ۲۰۱۲، در سن ۲۴ سالگی، کار خود را به عنوان یک بازیگر آغاز کرد. مک اولین صحنه پسر/دخترش را در سال ۲۰۱۴ در فیلم (Girls of Summer) را در شرکت دیجیتال پلی‌گراوند بازی کرد.
او در سال ۲۰۱۵ به همراه آبلا دنجر و پیتا جنسن در فیلم (True Detective: A XXX Parody) بازی کرد. این فیلم تقلیدی از فیلم کارآگاه حقیقی بود.
مک در سال ۲۰۱۶ به همراه رومی رین، نیکی بنز، مونیک الکساندر و آنا فاکس در فیلم (Ghostbusters XXX Parody) ساخت کمپانی برازرز بازی کرد. این فیلم تقلیدی از فیلم کمدی شکارچیان روح است.

## جوایز
ابیگیل مک به خاطر بازی در فیلم (Black & White 4) ساخت کمپانی بلکد موفق به دریافت جوایز بهترین صحنه دختر/پسر و بهترین اجرای انفرادی ای‌وی‌ان شد.

## نگارخانه

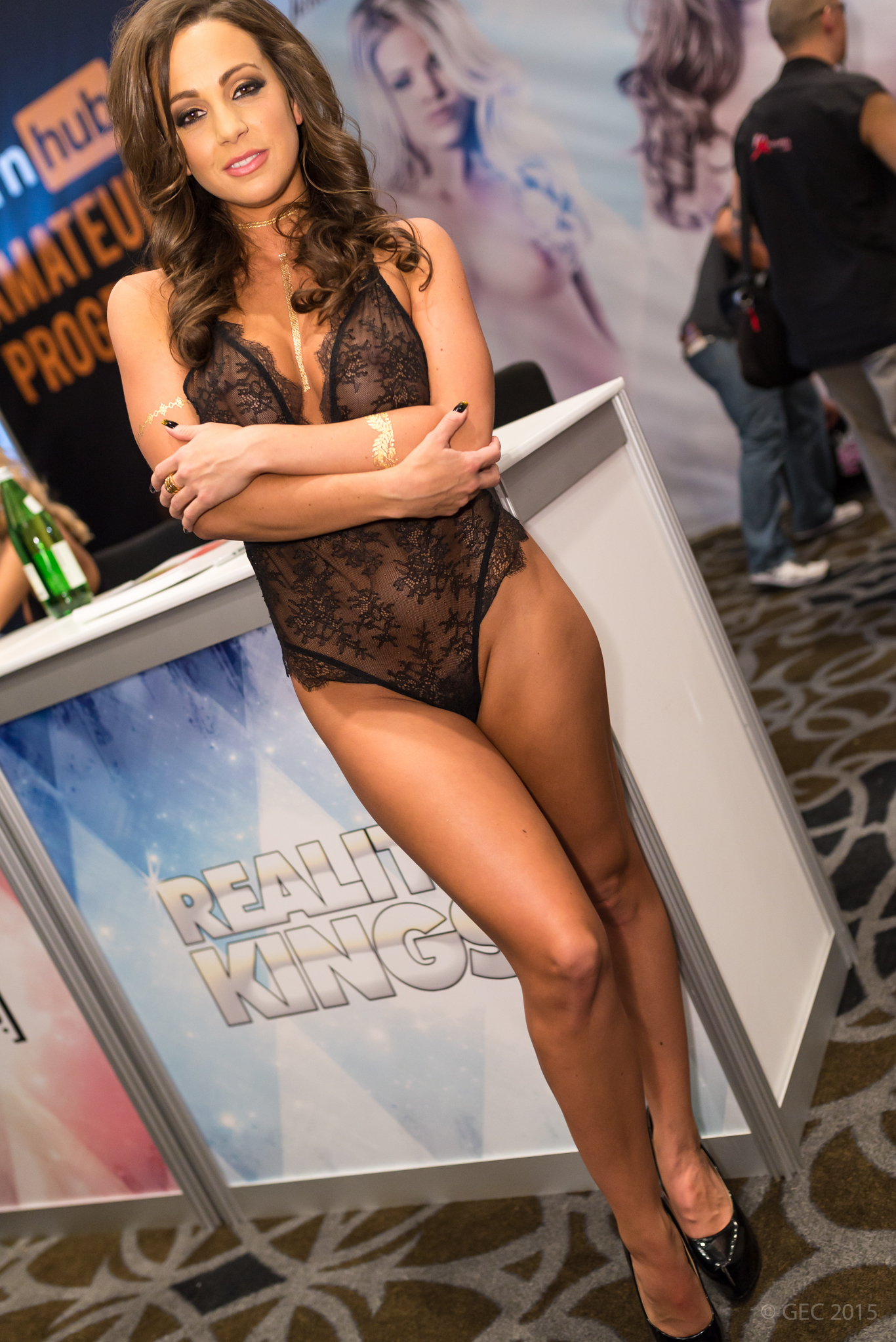
مک در نمایشگاه سرگرمی‌های بزرگسال ای‌وی‌ان ۲۰۱۵
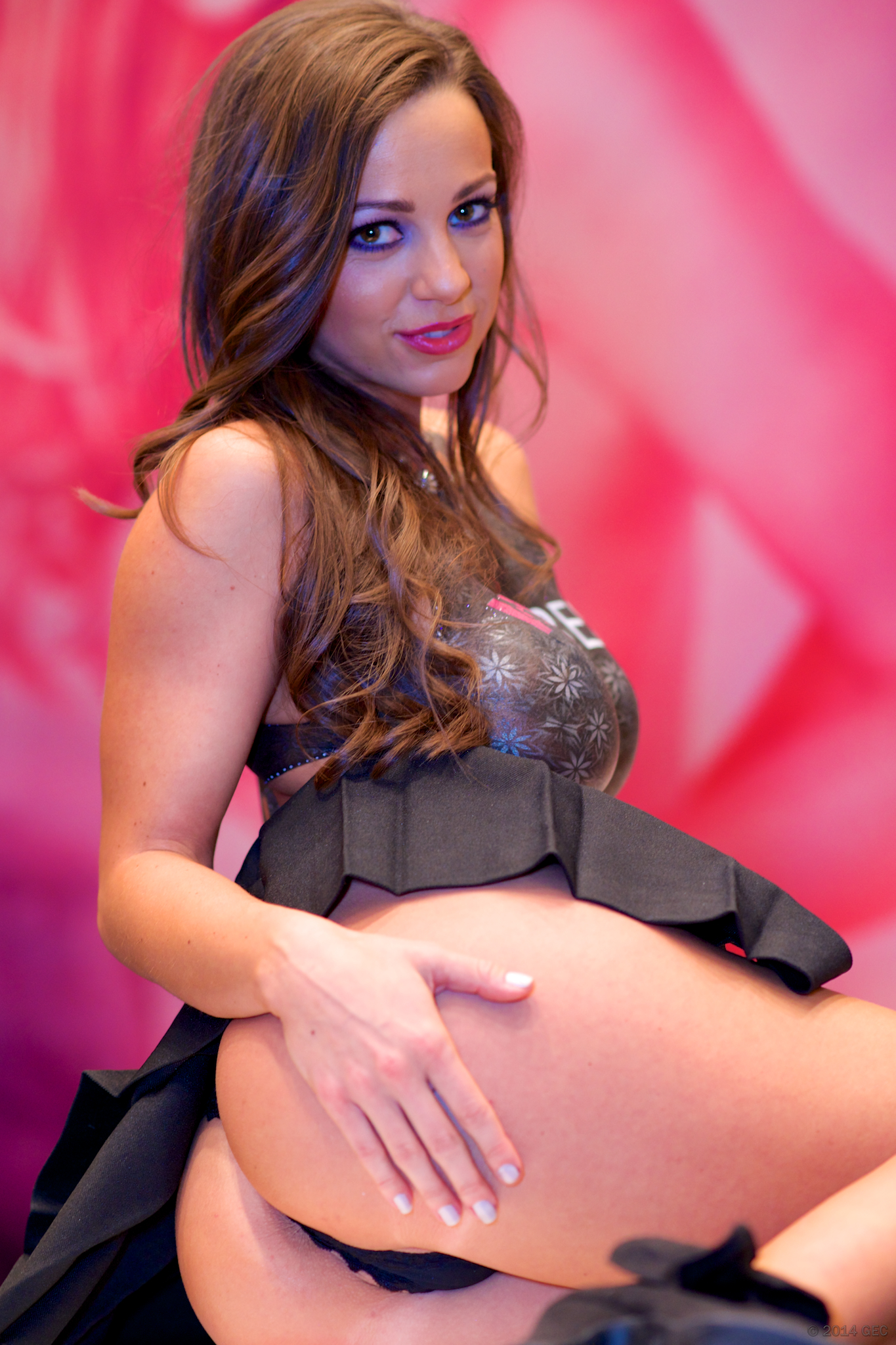
نمایشگاه سرگرمی‌های بزرگسال ای‌وی‌ان ۲۰۱۴
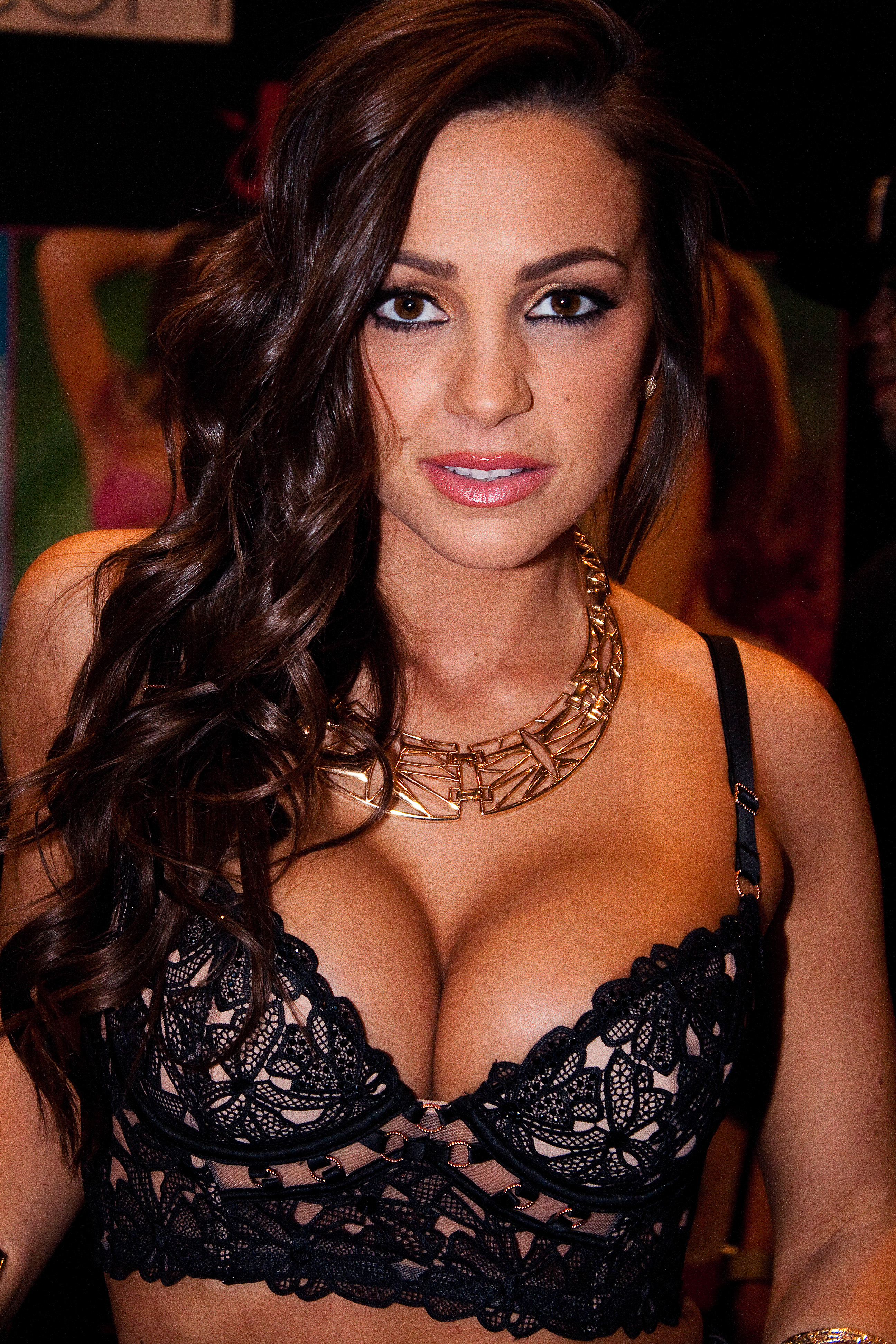
در در نمایشگاه سرگرمی‌های بزرگسال ای‌وی‌ان ۲۰۱۶